# هاري ليتل
هاري ليتل (بالإنجليزية: Harry Little)‏ هو لاعب كرة قاعدة أمريكي، ولد في 9 نوفمبر 1850 في بوكاهونتاس في الولايات المتحدة، وتوفي في 17 فبراير 1927 في Bremen Township, Illinois ‏ في الولايات المتحدة.

## وصلات خارجية
- هاري ليتل على موقعبيزبول رفرنس.كوم (الدوري الرئيسي) (الإنجليزية)